# Somalibia multiguttata
Somalibia multiguttata är en skalbaggsart som beskrevs av Leon Fairmaire 1884. Somalibia multiguttata ingår i släktet Somalibia och familjen Cetoniidae. Inga underarter finns listade i Catalogue of Life.